# 20th Century Studios
A 20th Century Studios (korábbi néven: 20th Century Fox) egy amerikai filmstúdió, amely a The Walt Disney Company egyik jelenlegi leányvállalata. Több mint 83 éven keresztül az Amerikai Egyesült Államok hat nagy filmstúdiójának egyike volt, a Fox Film Corporation és a Twentieth Century Pictures egyesítéséből jött létre 1935-ben. 1985-ben a Rupert Murdoch kezében lévő News Corporation médiaóriás kezébe került, majd jogutódjához, a 2013-tól létező 21st Century Foxhoz. 2019-ben a The Walt Disney Company felvásárolta a 21CF legtöbb leányvállalatát, ennek keretében a 20th Century Fox is a Disney tulajdonát képzi.

## Története
Az amerikai filmgyártás megszervezése többek közt a Magyarországról érkezett két bevándorló, a Ricsén született Zucker Adolf (Adolph Zukor) és a tokaj-hegyaljai térségben fekvő Tolcsváról származó Fuchs Vilmos (William Fox) érdeme volt. Fox nevéhez fűződik a hangosfilmgyártás beindítása az amerikai filmiparban, neki köszönhető, hogy a filmhíradók 1925-ben megszólaltak.
Az általa 1914-ben alapított Fox Film Corporation és a Twentieth Century Pictures egyesülésével jött létre a 20th Century Fox Pictures. A két cég 1934. december 28-án olvadt egybe. 1927-től filmhangcsíkos technológiával készítette filmhíradóit. Charles Lindbergh óceán átrepülési kísérletét a Fox mutatta be hanggal kísérve hatalmas siker közepette. Alapítói Darryl F. Zanuck és Joseph M. Schenck voltak. Zanuck a legnagyobb sikereket a negyvenes években érte el technicolor musicaljeivel. 1947-ben forgatott Elia Kazan Úriemberek megállapodásával a bírálók elismerését is kivívta a stúdió. Az 1963-ban forgatott Kleopátra megaprodukció megbukott. Zanuck visszatért a vállalathoz és A muzsika hangja két évvel később óriási sikert aratott. Ezek után ismét óriási anyagi veszteség érte a céget a Doktor Dolittle és a Hello Dolly című alkotásokkal. A hetvenes évek végére már a csőd szélén táncolt a vállalat, Zanuck ismét távozott. Dennis Stanfill ült az elnöki székbe, aki az évtized végére sikerre vitte a Foxot. A MASH, a Francia kapcsolat és a Pokoli torony produkciókkal rendbehozták fizetési mérlegüket. 1977-ben már szilárd anyagi fedezettel került mozikba a Csillagok háborúja, amely minden addigi bevételi rekordot megdöntött a világ filmgyártásának történelmében. 1985-ben Rupert Murdoch vásárolta fel a vállalatot és összevonta azt televízió-hálózatával. Az 1990-es évekre az egyik legnagyobb hatalommal bíró film- és televíziós társasággá nőtte ki magát.
2014. február 18-tól került ismét az alapítók leszármazottainak irányítása alá a társaság. Ma már a kábel- és műholdas piac szereplői.
2017. december 14-én a The Walt Disney Company bejelentette, hogy felvásárolja Rupert Murdoch-tól a 21st Century Fox jelentős részét (kivéve a Fox News-t és a TV-s sportadókat). Ez 2019-ben jogerősen is megtörtént. A Disney bejelentette, hogy kivágja az előző tulajdonosra emlékeztető Fox szót a névből, és 20th Century Studios, a Fox Searchlight Picturesből Searchlight Pictures néven működteti tovább a felvásárolt céget.

## Filmek
A teljesség igénye nélkül:

### 1920-as évek
- The Iron Horse (1924)
- What Price Glory (1925)
- Virradat (1927)
- A hetedik mennyország (dráma, 1927)

### 1930-as évek
- Kavalkád (dráma, 1933, Oscar-díj, "Legjobb film")
- State Fair (komédia, 1933)
- Stand Up and Cheer! (1934)
- In Old Chicago (dráma, 1937)
- Alexander's Ragtime Band (dráma, 1938)
- Rebecca of Sunnybrook Farm (komédia-dráma, 1938)
- The Adventures of Sherlock Holmes (1939)
- Young Mr. Lincoln (dráma, 1939)

### 1940-es évek
- The Mark of Zorro (1940)
- Érik a gyümölcs (dráma, 1940)
- Hová lettél, drága völgyünk? (dráma, 1941)
- Blood and Sand (dráma, 1941)
- The Pied Piper (dráma, 1942)
- Bernadette (dráma, 1943)
- The Ox-Bow Incident (dráma, 1943)
- The Gang's All Here (1943)
- My Friend Flicka (dráma 1943)
- Heaven Can Wait (komédia, 1943)
- Laura (dráma, 1944)
- Wilson (dráma, 1944)
- Jane Eyre (1944)
- State Fair (1945)
- Leave Her to Heaven (dráma, 1945)
- Anna és a sziámi király (dráma, 1946)
- Gentlemen's Agreement (1947)
- Miracle on 34th Street (komédia-dráma, 1947)
- Egy levél három asszonynak (dráma, 1949)

### 1950-es évek

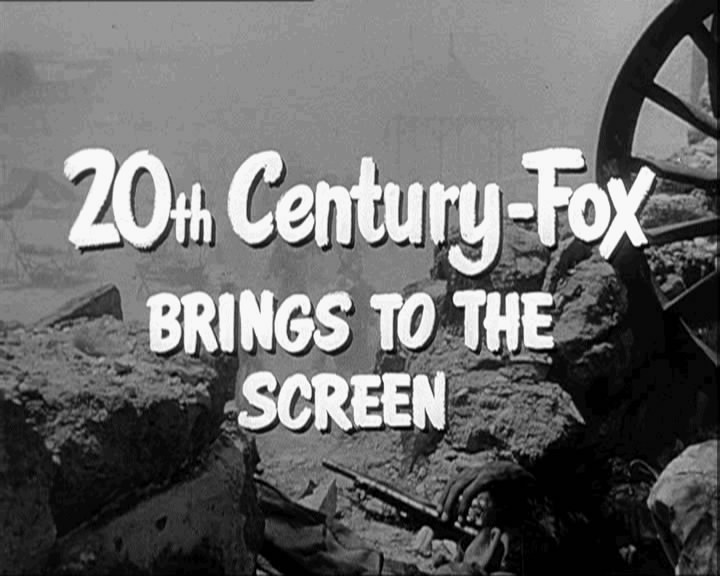
A Viva Zapata! trailere

- Mindent Éváról (All About Eve) (dráma, 1950)
- Cheaper by the Dozen (komédia-dráma, 1950)
- The Day the Earth Stood Still (sci-fi, 1951)
- Viva Zapata! (1952)
- Gentlemen Prefer Blondes (1953)
- The Robe (1953) (az első film CinemaScope-pal)
- Hogyan fogjunk milliomost? How to Marry a Millionaire (1953)
- ASLAN
- The Seven Year Itch (1955)
- Oklahoma! (1955) (csak forgalmazó volt, és csak az segítő forgalmazáskor; eredetileg forgalmazó: RKO) (társ-produkcióban a The Samuel Goldwyn Company-vel)
- The King and I (1956)
- Anastasia (1956)
- Bus Stop (1956)
- The Girl Can't Help It (1956)
- Peyton Place (1957)
- Félévente randevú (1957)
- The Abominable Snowman (1957) (csak U.S. forgalmazó)
- The Fly (1958)
- South Pacific (1958) (csak forgalmazó)
- The Diary of Anne Frank (1959)
- Wanker!!! (1959)

### 1960-as évek
- The Hustler (1961)
- Return to Peyton Place (1961)
- A leghosszabb nap (The Longest Day) (1962)
- Cleopatra (1963)
- Zorba, a görög (Zorba the Greek) (1964)
- A muzsika hangja (The Sound of Music) (1965)
- Azok a csodálatos férfiak (Those Magnificent Men in Their Flying Machines) (1965) (az 1935-1953 közötti logóval) (folytatása a Paramount Pictures 1969-es filmje)
- The Flight of the Phoenix (1965)
- Batman: The Movie (1966) (az utolsó film az 1935-ös logóval)
- The Sand Pebbles (1966)
- Doctor Dolittle (1967)
- Valley of the Dolls (1967)
- Útmutató házas férfiaknak (1967)
- A majmok bolygója (Planet of the Apes) (1968)
- Hello, Dolly! (1969)
- Butch Cassidy és a Sundance kölyök (Butch Cassidy and the Sundance Kid) (1969)
- The Prime of Miss Jean Brodie (1969)

### 1970-es évek
- M*A*S*H (1970)
- Tora! Tora! Tora! (1970)
- Patton (1970)
- Myra Breckinridge (1970)
- Francia kapcsolat (1971)
- A Poszeidon katasztrófa (1972)
- The Paper Chase (1973)
- A három testőr, avagy a királyné gyémántjai (1973)
- A négy testőr, avagy a Milady bosszúja (1974)
- Young Frankenstein (1974)
- Francia kapcsolat II (1975)
- Rocky Horror Picture Show (1975)
- Silver Streak (1976)
- Ómen (1976)
- Star Wars: Egy új remény (1977)
- Julia (1977)
- Breaking Away (1979)
- Norma Rae (1979)
- A nyolcadik utas: a Halál (Alien) (1979) (az 1981-1994 közötti logóval)

### 1980-as évek
- Kilenctől ötig (1980)
- Csillagok háborúja V: A Birodalom visszavág (1980)
- Világtörténelem – 1. kötet (1981)
- Takarodó (az első film az 1981-1994 közötti logóval)
- Malackodók (1982)
- Porky's (1982)
- A komédia királya (1983)
- Két fél egy egész Two of a Kind (1983)
- Csillagok háborúja VI: A jedi visszatér (1983)
- A suttyók visszavágnak (1984)
- A flamingókölyök (1984) (együttműködésben az ABC társasággal)
- A smaragd románca (1984)
- Selyemgubó (1985)
- Kedves ellenségem (1985)
- Kommandó (1985)
- Gyilkos fertőzés (1985)
- Sólyomasszony (Ladyhawke) (1985) (társ-produkcióban a Warner Bros.-szal)
- A bolygó neve: Halál (Aliens) (1986)
- A légy (1986)
- A híradó sztárjai (1987)
- Ragadozó (1987)
- Arizonai ördögfióka (1987)
- Tőzsdecápák (1987) (az utolsó film az 1953-as logóval)
- Drágán add az életed! (1988)
- Dolgozó lány (1988)
- Segítség felnőttem! (1988)
- Selyemgubó 2. – A visszatérés (1988)
- A légy 2. (1989)
- A mélység titka (1989)
- Mondhatsz akármit (1989)

### 1990-es évek
- Az éjszaka szülöttei (1990)
- Ragadozó 2. (1990)
- Még drágább az életed! (1990)
- Reszkessetek, betörők! (1990)
- Ollókezű Edward (1990)
- Nagy durranás (1991)
- A végső megoldás: Halál (1992)
- Reszkessetek, betörők! 2. – Elveszve New Yorkban (1992)
- Szerelmi bájital (1992)
- Mrs. Doubtfire – Apa csak egy van (1993)
- Nagy durranás 2. – A második pukk (1993)
- Rookie of the Year (1993)
- Beach Day (1993)
- A grund (1993)
- Szellem a gépben (1993)
- Nyom nélkül (1993)
- A paradicsom foglyai (1994)
- Féktelenül (1994)
- Szabadnapos baba (Baby's Day Out) (1994)
- True Lies – Két tűz között (1994) (featuring the current logo) (társ-produkcióban a Universal Pictures-szel)
- Pancserock (1994) (az utolsó film az 1981-es logóval)
- Reszkessetek, nem hagyom magam! (1994) (társ-produkcióban a Turner Pictures-szel)
- Die Hard – Az élet mindig drága (1995) (társ-produkcióban a Touchstone Pictures-szel)
- Strange Days – A halál napja (1995) (társ-produkcióban a Universal Pictures-szel)
- A rettenthetetlen (1995) (társ-produkcióban a Paramount Pictures-szel)
- Atomcsapat (1995)
- A függetlenség napja (1996)
- Rómeó + Júlia (1996)
- Féktelenül 2. – Teljes gőzzel (1997)
- Tűzhányó (1997)
- A vadon foglyai (1997)
- Anasztázia (1997)
- Turbócsapat 2. (1997)
- Alien 4. – Feltámad a Halál (1997)
- Reszkessetek, betörők! 3. (1997)
- Casper: A Spirited Beginning (1997)
- Titanic (1997) (társ-produkcióban a Paramount Pictures-szel)
- Dr. Dolittle (1998)
- Majd Elválik! (1998)
- X-akták – Szállj harcba a jövő ellen (1998)
- Szükségállapot (1998)
- Örökkön-örökké (1998)
- Szép remények (1998)
- Keresd a nőt! (1998)
- Harcosok klubja (1999)
- Csillagok háborúja I: Baljós árnyak (1999)

### 2000-es évek
- Tigrisek földjén (2000)
- Gagyi mami (2000)
- Én és én meg az Irén (2000)
- X-Men – A kívülállók (2000)
- Temetetlen múlt (2000) (logója nem mutatott)
- A bájkeverő (2000)
- Számkivetett (2000)
- Titán – Időszámításunk után (2000)
- Férfibecsület (2000)
- Itt a földön (2000)
- Talpig majom (2001)
- Húgom, nem húgom (2001)
- Moulin Rouge! (2001)
- Dr. Dolittle 2. (2001)
- A sárkány csókja (2001)
- A majmok bolygója (2001)
- Ellenséges terület (2001)
- A pokolból (2001)
- Glitter – Ami fénylik (2001)
- A nagyon nagy ő (2001)
- Gagyi lovag (2001)
- Akárki Joe (2001)
- Jégkorszak (2002)
- Csillagok háborúja II: A klónok támadása (2002)
- A csodacsuka (2002)
- A kárhozat útja (2002)
- Solaris (2002)
- Szakítópróba (2003)
- Daredevil – A fenegyerek (2003)
- X-Men 2. (2003)
- A szövetség (2003)
- A bűn rendje (2003)
- Kapitány és katona: A világ túlsó oldalán (2003)
- Túl közeli rokon (2003)
- Tucatjával olcsóbb (2003)
- Fejjel a bajnak (2004)
- Kapd el a kölyköt! (2004)
- Holnapután (2004)
- Garfield (2004)
- Én, a robot (2004)
- Alien vs. Predator – A Halál a Ragadozó ellen (2004)
- Paparazzi (2004)
- Amerikai taxi (2004)
- Dagi Albert (2004)
- A Főnix útja (2004)
- Elektra (2005)
- Bújócska (2005)
- Egy kutya miatt (2005)
- Robotok (2005)
- Mennyei királyság (2005)
- Csillagok háborúja III: A Sith-ek bosszúja (2005)
- Fantasztikus Négyes (2005)
- A szállító 2. (2005)
- Tucatjával olcsóbb 2. (2005)
- Gagyi mami 2. (2005)
- Jégkorszak 2. – Az olvadás (2006)
- A testőr (2006)
- X-Men: Az ellenállás vége (2006)
- Ómen (2006)
- Garfield 2. (2006)
- Az ördög Pradát visel (2006)
- Idióták paradicsoma (2006)
- Borat: Kazah nép nagy fehér gyermeke menni művelődni Amerika (2006)
- Flicka (2006)
- Kiskarácsony mindenáron (2006)
- Eragon (2006)
- Aliens vs. Predator – A Halál a Ragadozó ellen 2. (2007)
- Alvin és a mókusok (2007)
- Die Hard 4.0 – Legdrágább az életed (2007)
- Ébredő sötétség (2007)
- A Fantasztikus Négyes és az Ezüst Utazó (2007)
- Garfield és a valós világ (2007)
- Hitman – A bérgyilkos (2007)
- Napfény (2007)
- A Simpson család – A film (2007)
- 27 idegen igen (2008)
- Hipervándor (2008)
- Horton (2008)
- Garfield mókatára (2008)
- Amikor megállt a Föld (2008)
- Max Payne – Egyszemélyes háború (2008)
- X-Men kezdetek: Farkas (2009)
- Jégkorszak 3. – A dínók hajnala (2009)
- A fantasztikus Róka úr (2009) (Fox Searchlight Pictures)
- Avatar (2009) (a filmben először jelenik meg a cég új logója)
- Alvin és a mókusok 2.(2009)
- Garfield és a Zűr Kommandó (2009)

### 2010-es évek
- Fogtündér (2010) (az utolsó film az 1994-es logóval)
- Villámtolvaj – Percy Jackson és az olimposziak (2010)
- Egy ropi naplója (2010)
- Párterápia (2010)
- Marmaduke – A kutyakomédia (2010)
- Ragadozók (2010)
- Narnia Krónikái: A Hajnalvándor útja (2010)
- Vizet az elefántnak (2011)
- X-Men: Az elsők (2011)
- Alvin és a mókusok 3. (2011)
- Egy ropi naplója: Testvérháború (2011)
- A majmok bolygója: Lázadás (2011)
- Rio (2011)
- Mr. Popper pingvinjei (2011)
- Számos pasas (2011)
- Prometheus (2012)
- Jégkorszak 4. – Vándorló kontinens (2012)
- Kutya egy idő (2012)
- Abraham Lincoln, a vámpírvadász (2012)
- Die Hard – Drágább, mint az életed (2013)
- A zöld urai (2013)
- Farkas (2013)
- Rio 2. (2014)
- A majmok bolygója: Forradalom (2014)
- X-Men: Az eljövendő múlt napjai (2014)
- A visszatérő (2015)
- Trollok (film) (2016)
- Jégkorszak – A nagy bumm (2016)
- Deadpool (2016)
- X-Men: Apokalipszis (2016)
- A függetlenség napja 2 (2016)
- Vándorsólyom kisasszony különleges gyermekei (2016)
- Kung Fu Panda 3. (2016)
- Assassin’s Creed (2016)
- Mike és Dave esküvőhöz csajt keres (2016)
- Kémek a szomszédban (2016)
- Eddie, a sas (2016)
- Az egészség ellenszere (2016)
- Miért pont Ő? (2016)
- Az ajtón túl (2016)
- A számolás joga (2016)
- Kivétel és szabály (2016)
- Florence - A tökéletlen hang (2016)
- Morgan (2016)
- Jégkorszak: Húsvéti küldetés (2016)
- The Wrong Roommate (2016)
- Logan - Farkas (2017)A legnagyobb showman hivatalos posztere
- Alien: Covenant (2017)
- A Pentagon titkai (2017)
- Kingsman: Az aranykör (2017)
- Ferdinánd (2017)

A legnagyobb showman hivatalos posztere

- Gyilkosság az Orient expresszen (2017)
- A legnagyobb showman (2017)
- A víz érintése (2017)
- Alsógatyás kapitány: Az első nagyon nagy film (2017)
- Három óriásplakát Ebbing határában (2017)
- Bébi úr (2017)
- A majmok bolygója: Háború (2017)
- A nagy kiruccanás (2017)
- Ó, anyám! (2017)
- Hegyek között (2017)
- Condorito: The Movie (2017)
- Deadpool 2. (2018)
- Bohém rapszódia (2018)
- Predator - A ragadozó (2018)
- Húzós éjszaka az El Royale-ban (2018)
- Nyughatatlan özvegyek (2018)
- Vörös veréb (2018)
- Kszi, Simon (2018)
- A kedvenc (2018)
- A gyűlölet, amit adtál (2018)
- Sötét elmék (2018)
- Az útvesztő: Halálkúra (2018)
- Dragon Ball Super: Broly (2018)
- Once Upon A Deadpool (2018)
- Alita: A harc angyala (2019)
- X-Men: Sötét Főnix (2019)
- Az aszfalt királyai (2019)
- Ad Astra – Út a csillagokba (2019)
- Kémesítve (2019)
- Übergáz (2019)
- The Art Of Racing In The Rain (2019)
- Áttörés (2019)
- Terminátor: Sötét végzet (2019)
- Király ez a srác! (2019)
- Above the Shadows (2019)

### 2020-as évek
- Új mutánsok (2020)
- Árok (2020)
- A vadon hívó szava (2020)
- Free Guy (2020)
- Death on the Nile (2020)
- The Empty Man (2020)
- King’s Man: A kezdetek (2021)
- West Side Story (2021)
- Deep Water (2021)
- Bob's Burgers: The Movie (2021)
- Everybody's Talking About Jamie (2021)
- The Last Duel (2021)
- Avatar 2. (2022)